# Kamei Fumio

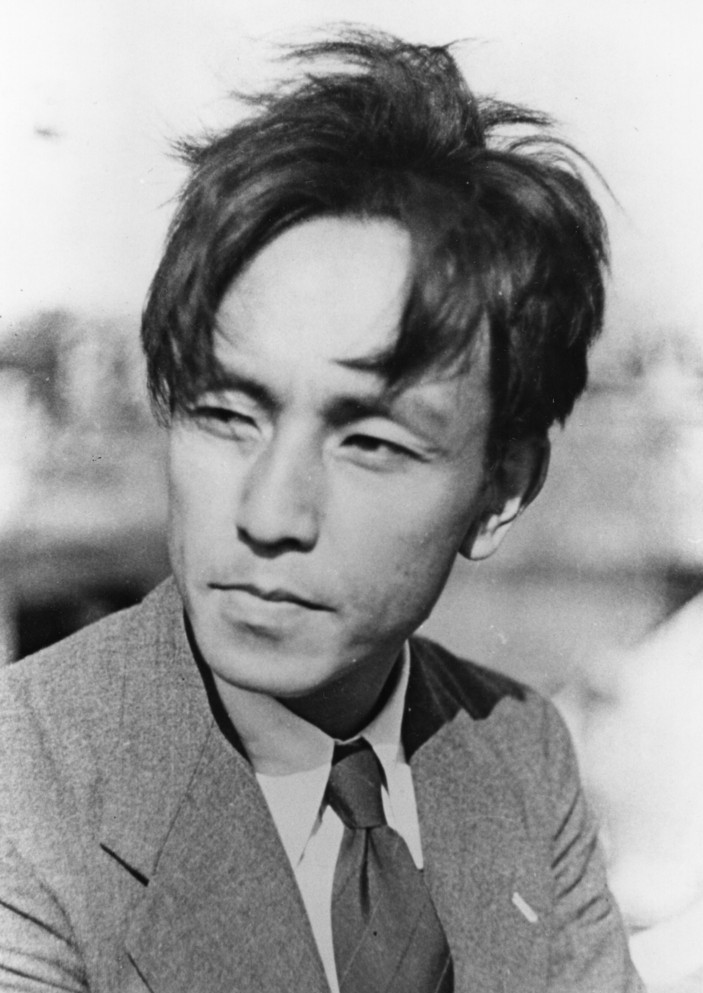
Kamei Fumio

Kamei Fumio (japanisch 亀井 文夫; geboren 1. April 1908 in Hara (Präfektur Fukushima); gestorben 27. Februar 1987) war ein japanischer Filmregisseur. Er wurde zum bekanntesten sozialistischen Regisseur in der Geschichte des japanischen Films. Für seine Prinzipien trat er in den Zeiten vor dem Zweiten Weltkrieg und danach ein.

## Leben und Wirken
Kamei Fumio trat nach einem Studium an der Leningrader Filmschule 1933 in die Vorgängereinrichtung PCL des Tōhō-Filmunternehmens ein. In seinen Filmen „Shanghai“ (上海) und  „Peking“ (北京) 1938 zeigte er nicht Japans strahlenden Sieg gegen China, sondern die Kriegsverluste, was zu ersten Kontroversen führte. Als sein im folgenden Jahr fertiggestellter Film „Tatakau heitai“ (戦ふ兵隊) – „Kämpfende Soldaten“ wiederum die Leiden der Soldaten zeigte, kam es zu einem Aufführungsverbot. Der Film ist einer der wenigen bedeutenden Antikriegsfilme in dieser Zeit. Kamei wurde festgenommen und kam ins Gefängnis.
Nach dem Krieg kehrte Kamei zu Tōhō zurück. Zusammen mit Yamamoto Satsuo führte er bei „Sensō to heiwa“ (戦争と平和) – „Krieg und Frieden“ 1947, „Onna no isshō“ (女の一生) – „Das Leben einer Frau“, „Onna hitori faicho o iku“ (女ひとり大地を行く) – „Eine Frau geht alleine durch die Welt“ 1953 und anderen Filmen Regie. Es kam zum Streit mit Tōhō, er musste die Firma verlassen.
1954 gründete Kamei sein eigenes Filmunternehmen und wandte sich nun wieder dem dokumentarischen Film zu. Mit „Ikite ite yokatta“ (生きて行って良かった) – „Froh, überlebt zu haben“, der das Leben der Überlebenden der Atombombe in Nagasaki schildert (1956) und „Sekai wa kyōfu suru“ (世界は恐怖する) – „Die Welt ist in Angst“ (1957) nahm er Stellung  gegen eine Nuklear-Aufrüstung.
Gegen die amerikanischen Militärbasen richteten sich seine Filme „Kichi no kodomotachi“ (基地の子たち) – „Die Kinder der Basis“, „Ryūchi no kiroku“ (流血の記録), „Sunagawa“ (砂川) – der Name einer Militärbasis – aus dem Jahr 1957, und andere Filme.